# Szömörkényi Franciska
Szömörkényi Franciska, Ferike, névváltozat: Örkényi Franciska (Budapest, 1903. október 12. – Budapest, 1977. szeptember 24.) színésznő.

## Életútja
Szömörkényi Ferenc és Kocsis Irén leánya. Az Országos Színészegyesület színiiskolájában tanult egy évig. 1925 szeptemberében lépett a színészi pályára Pécsett, ahonnan nemsokára meghívták Debrecenbe, ahol hamar megkedvelte a közönség. 1926-ban Miskolcra került. 1927–1928-ban az Andrássy úti Színház együttesében szerepelt, majd 1929-ben elszerződött a Fővárosi Operettszínházhoz. Ezután a Fővárosi Művész Színház (1929–30) és a Király Színház (1933–34) tagja volt. Utóbbi helyen 1933-ban az Örkényi Franciska nevet kapta, mert a színház vezetői szerint ezt könnyebben megjegyzi a közönség. Ezen a néven 1933–34-ben fellépett a Városi Színházban is. 1931–1933, valamint 1935–1938 között nem rendelkezett állandó szerződéssel. 1932-ben Németországban szerepelt, előbb Boroszlóban egy Nelson-revüben Kenny Franciska néven, majd Berlinben a Theater am Nollendorfferplatzban lépett fel. 1939-ben László Lola, Feleki Kamill és Solti György mellett Dr. Bródy István rendezővel Buenos Airesbe szerződtették volna vendégszerepelni, de ez „a bevándorlási hatóságok szigorú álláspontja” miatt valószínűleg meghiúsult. 1939–1940-ben a Hunnia filmgyárnál dolgozott. Primadonnaszerepekben láthatta a közönség. Halálát fehérvérűség okozta.

## Fontosabb szerepei
- Jozefine (Jarnó György: Az erdészleány)
- Mici (Lehár Ferenc: A drótostót)
- Mary (Ábrahám Pál: Zenebona)